# Die Seele des Menschen unter dem Sozialismus

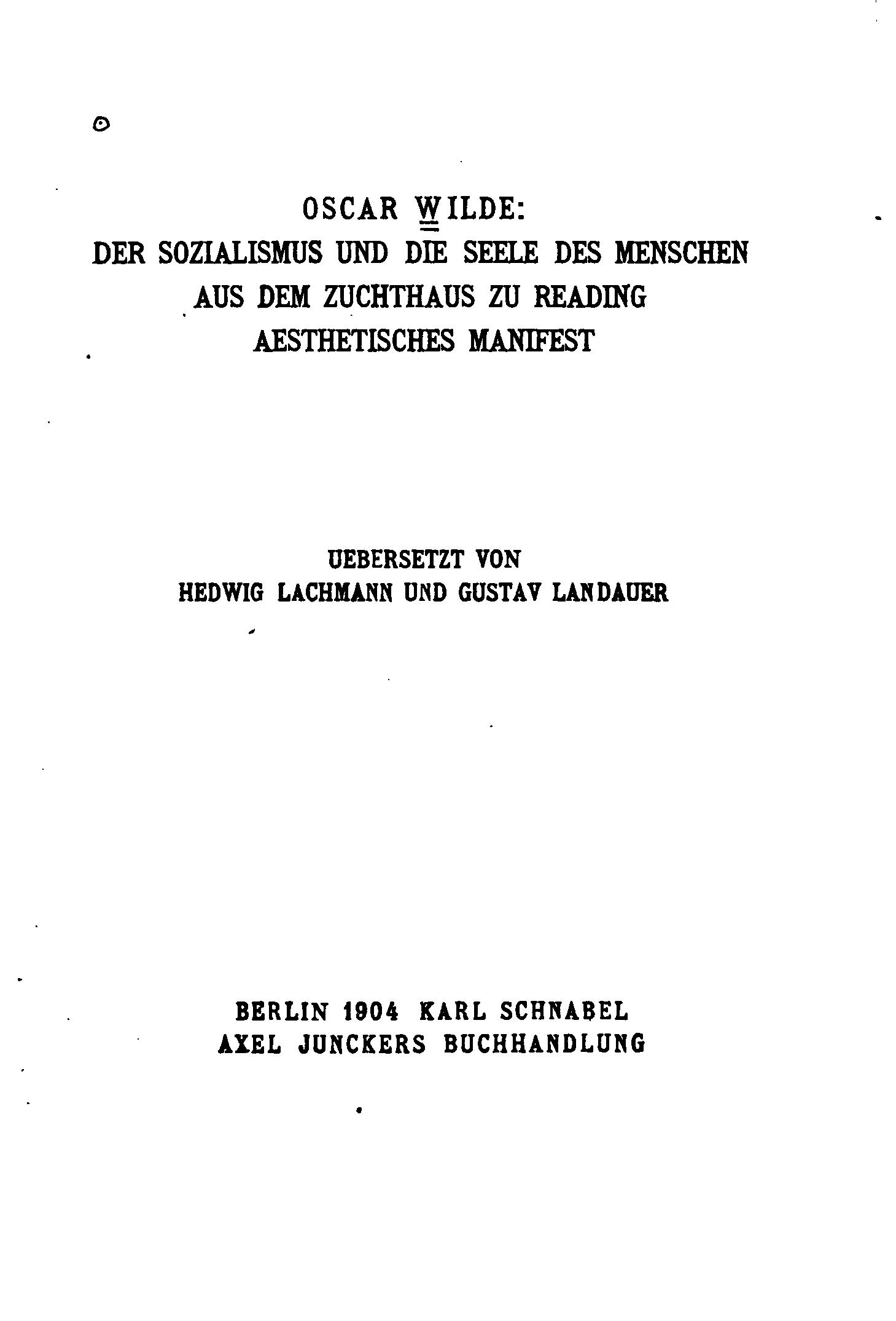
Deutsche Erstausgabe Berlin 1904

Die Seele des Menschen unter dem Sozialismus (The Soul of Man under Socialism) ist ein Essay des irischen Schriftstellers Oscar Wilde (1854–1900) mit einer libertär-sozialistischen Weltsicht, die auf ästhetischen Idealen statt auf ökonomischen Theorien beruht. Die Sozialisierung des Privateigentums sei nur ein Schritt auf dem Weg des eigentlichen Ziels des Sozialismus: die Verwirklichung des Individualismus. Der von Wilde selbst als zukunftsweisend angesehene Essay erschien erstmals im Februar 1891 in The Fortnightly Review. Die erste deutsche Übersetzung erschien 1904 unter dem Titel Der Sozialismus und die Seele des Menschen.

## Inhalt
Der Essay erörtert zunächst die Vorteile, die die Menschen von der Einführung des „Sozialismus, Kommunismus oder wie immer man die Sache nennen will“, zu erwarten haben. Durch die „Umwandlung des Privateigentums in Allgemeinvermögen und dadurch, daß die Kooperation an die Stelle von Konkurrenz tritt“, werde die Gesellschaft für das materielle Wohl eines jeden Mitglieds der Gemeinschaft sorgen. Dass der Sozialismus zum Individualismus führe, der sich jeder Autorität verweigere, wird zum eigentlichen Hauptthema des Essays. Wilde entwirft das Bild einer Gesellschaft, in der der Mensch erkenne, dass nicht das Wichtigste sei, zu haben, sondern zu sein. Sozialismus steht in Wildes Verständnis im Dienste des Individualismus: Die Abschaffung des Privateigentums werde „zum wahren, schönen und gesunden Individualismus führen“.
Gleich zum Beginn spricht sich Wilde gegen philanthropische Linderung der Armut aus, denn diese Heilmittel bekämpften die Krankheit nicht, sondern verlängerten sie nur. Barmherzigkeit, Fürsorge und dergleichen erniedrige und demoralisiere die Armen. Es sei unsittlich, „Privateigentum zur Milderung der furchtbaren Mißstände einzusetzen, die unmittelbar aus der Existenz des Privateigentums resultieren“.
Der Essay ist voller utopischer und anarchistischer Überlegungen. Häufig zitiert wird der Aphorismus: „Eine Weltkarte auf der das Land Utopia nicht verzeichnet ist, verdient nicht einmal einen flüchtigen Blick, denn ihr fehlt das Land, das die Menschheit seit jeher ansteuert.“ Utopisch ist die Erwartung, dass kein Mensch mehr erniedrigende Arbeit werde leisten müssen. Der Mensch sei zu Besserem geschaffen, „als im Dreck zu wühlen. Alle Arbeiten dieser Art sollten von Maschinen verrichtet werden“. Maschinen seien die neuen Sklaven, die die widerwärtige und unangenehme Arbeit übernehmen würden. Einen genuin anarchistischen Glaubenssatz enthält die Aussage: „Sämtliche Regierungsformen sind als untauglich zu erachten.“ Der Staat solle nicht länger regieren, sondern „als freiwilliger Zusammenschluß zur Herstellung und Verteilung der lebensnotwendigen Güter“ dienstbar sein. Der Staat habe die Aufgabe „das Nützliche zu schaffen“, der Individualismus „das Schöne zu schaffen“.
Dem gesellschaftlichen Konformismus, der Unterwerfung unter die Autorität, stellt Wilde die individuelle Kreativität des Künstlers gegenüber. Für den Künstler gebe es nur eine geeignete Regierungsform: „gar keine Regierung“. Nur in einer freien Gesellschaft ohne Regierung sei ein Künstler in der Lage, sich frei zu äußern. Auch sollte der Künstler nie versuchen, sich dem Geschmack des Publikums anzupassen, sich volkstümlich zu geben; vom Publikum sei vielmehr zu verlangen, selbst „zu versuchen, Kunstsinn zu entwickeln“.
Die Schrift ist ein hymnisches Credo des unbedingten, unbeugsamen Individualismus, in dem Wilde die Ideale des viktorianischen Hellenism verwirklicht sah (die Bewegung des „Hellenism“ im Großbritannien des späten 19. Jahrhunderts entspricht in etwa der von Johann Joachim Winckelmann inspirierten „deutschen Klassik“, erstreckte sich jedoch zusätzlich auf genuin soziale Fragen). In Wildes klassizistischer Haltung wurzelte seine ganze ästhetische Geisteshaltung: Der Mensch strebe danach, „ein intensives, reiches und vollkommenes Leben zu führen. […] ohne auf andere Zwang auszuüben oder Zwang zu erleiden […]. Der glückliche Mensch lebt mit sich und seiner Umwelt im Einklang. Der neue Individualismus, an dessen Verwirklichung der Sozialismus arbeitet […], wird ein Zustand vollkommener Harmonie sein.“ Es werde sich erfüllen, wonach die Renaissance strebte und was die Griechen nur im Geiste verwirklichen konnten, weil sie Sklaven für die Arbeit benötigten: dass jeder Mensch seine Vollkommenheit erreiche. Der Essay schließt emphatisch mit dem Satz: „Der neue Individualismus ist der neue Hellenismus“.

## Bedeutung von Sozialismus und Anarchismus für Wilde
Durch die Bekanntschaft mit George Bernard Shaw beschäftigte sich Wilde mit dem Sozialismus. Er besuchte 1888 mehrere Veranstaltungen der Fabian Society, hörte dort wahrscheinlich auch einen Vortrag Shaws. 1889 rezensierte er das Gesangbuch Chants of Labour: A Song-Book of the People, worin er zu verstehen gab, dass er den Sozialismus für eine neue Triebfeder der Kunst halte. Shaws unorthodoxe Sicht auf den Fabian-Sozialismus soll Wilde beeindruckt und beeinflusst haben, während Shaw vergeblich versuchte, die Fabian Society zur Publikation der von ihm geschätzten Schriften The Soul of Man under Socialism und William Morris’ News From Nowhere zu veranlassen; er bezweifelte, dass sie überhaupt zur Kenntnis genommen wurden.
Vielfach ist darauf hingewiesen worden, dass Wilde Die Seele des Menschen unter dem Sozialismus unter der inspirierenden Lektüre von Peter Kropotkins Schriften verfasst habe.
In seinem Brief aus dem Gefängnis (in stark gekürzter Version erstmals 1905 unter dem Titel De Profundis veröffentlicht) spricht Wilde mit äußerster Hochachtung von dem im Londoner Exil lebenden Kropotkin, mit dem er die Erfahrung jahrelangen Gefängnisses teilte: „ein Mann mit der Seele jenes schneeweißen, schönen Christus, der aus Rußland hervorzugehen scheint.“ Der Historiker des Anarchismus, George Woodcock, bewertete die Wilde’sche Schrift 1962 als den ambitioniertesten Beitrag zum literarischen Anarchismus während der 1890er Jahre. Allerdings schrieb er eher dem frühen englischen Anarchisten William Godwin als Kropotkin den dominanten Einfluss auf die Schrift zu. J. D. Thomas verweist indessen auf grundlegende Differenzen zwischen Wildes romantischem Individualismus und Godwins „typischen 18. Jahrhundert-Rationalismus“. Wildes Schrift habe mehr gemein mit Morris’ News From Nowhere als mit Godwins Political Justice.
Anlässlich einer Umfrage der französischen Literaturzeitschrift L’Ermitage 1873 bezeichnete sich Wilde als „Künstler und Anarchist“. Als einziger Londoner Literat unterschrieb er eine von George Bernard Shaw initiierte Petition zur Begnadigung der Gewerkschaftsführer, die wegen der Bombenexplosion am 4. Mai 1886 auf dem Haymarket in Chicago zum Tode verurteilt worden waren.

## Rezeption
Karl Kraus, der in Wilde einen Bundesgenossen gegen die Presse erkannte, pries die Schrift 1904 „als das Tiefste, Adeligste und Schönste, das der vom Philistersinn gemordete Genius geschaffen, mit ihrer unerhörten Fülle der Leben und Kunst umspannenden Betrachtung als das wahre Evangelium modernen Denkens“.
George Orwell, der Wilde für keinen Sozialisten in irgendeinem aktiven Sinne hielt, nannte Wildes Vision vom Sozialismus 1948 utopisch und anarchistisch. Insbesondere zwei Annahmen hielt Orwell für falsch: erstens, dass die Welt bereits über einen immensen Reichtum verfüge, der nur umverteilt werden müsse, und zweitens, dass alle niedrigen Arbeiten von Maschinen übernommen werden könnten.
Der britische Philosoph und Historiker Peter Hugh Marshall widmete in dem voluminösen (840 Seiten) und neueren Standardwerk über den Anarchismus, Demanding the Impossible, mehrere Seiten Oscar Wilde und nennt ihn einen „British Libertarian“, dessen libertärer Sozialismus am Ende der attraktivste unter allen Varianten des Anarchismus und Sozialismus sei. Wie Marshall weiter berichtet, hätten nach Shaws Beobachtung zeitgenössische Fabier und marxistische Sozialisten über Wildes moralische und soziale Ideen gelacht, aber, wie üblich, habe Wilde zuletzt gelacht. An ihn werde man sich noch erinnern, wenn sie längst vergessen sind.
Der britische Literaturhistoriker Matthew Beaumont hält Wilde für einen wenig überzeugenden Utopisten der späten Viktorianischen Zeit. Seine Utopie berge einen Widerspruch zwischen rücksichtsloser Kritik an den bestehenden Verhältnissen, die nach radikaler Veränderung riefen, und einer evolutionär-gradualistischen Vorstellung von der Entfaltung individueller Freiheit, die die Verhältnisse zumindest teilweise unverändert lasse.
Die schwedische Sprach- und Literaturwissenschaftlerin Emelie Jonsson machte darauf aufmerksam, dass Wilde seinen Essay in einer Zeit schrieb, in der die industrielle Massenproduktion aufkam und dass für sein Utopia Industrialismus und Romantizismus sich nicht ausschlössen, sondern das eine dem anderen dienen sollte. Indessen sei der Essay vor allem anderen ein literarisches Kunstwerk, geschrieben von einem Künstler. Schärfer urteilt der britische Literaturwissenschaftler John Sloane: Wildes politischer Radikalismus könne unschwer abgetan werden als artistische Pose, als ein eher emotionales als wahres politisches Engagement.
In einem aktuellen Vortrag über den kulturellen Kapitalismus vor der RSA (Royal Society for the Encouragement of Arts, Manufactures and Commerce) griff der marxistische Philosoph Slavoj Žižek die Wilde’sche Ablehnung von Barmherzigkeit und Fürsorge zur Linderung der Armut auf und verdammte Praktiken wie „Fairtrade“ als den Kapitalismus stabilisierend.

## Publikationsgeschichte
Nach der Erstveröffentlichung 1891 in The Fortnightly Review erschien der Essay noch zu Wildes Lebzeiten 1895 als Buch. Fünf Tage nach seiner Verurteilung zu zwei Jahren Zuchthaus wurde es in einem bescheidenen Privatdruck mit der Auflage von 50 Exemplaren von Arthur Humphrey veröffentlicht. Humphrey, so wird vermutet, war Constance Wildes Geliebter. Wie Gregory Mackie schreibt, nutzte Humphrey die Gelegenheit, um Unrecht mit Idealismus zu bekämpfen, das Verdikt des Gerichts zu kritisieren.
Wenige Jahre nach Wildes Tod erschienen 1904 zwei separate Publikationen, eine als Raubdruck mit dem Originaltitel, die andere von Arthur Humphrey herausgegeben unter Wildes nach der Entlassung aus dem Gefängnis benutzten Namen Sebastian Melmoth mit dem abgekürzten Titel The Soul of Man. 1908 nahm Wildes Nachlassverwalter, Robert Ross, den Essay in der ersten Werkausgabe von Wildes Schriften auf.
Eine erste deutsche Übersetzung von Gustav Landauer und Hedwig Lachmann erschien 1904 unter dem Titel Der Sozialismus und die Seele des Menschen mit den weiteren Essays Aus dem Zuchthaus zu Reading und Ästhetisches Manifest als zweiter Band der Reihe Verschollene Meister der Literatur des Berliner Verlags Karl Schnabel/Junckers Buchhandlung. Sämtliche Texte dieser Ausgabe sind seit 1990 gemeinfrei und stehen bei der deutschsprachigen Wikisource als s:Drei Essays zur Verfügung. Weitere Ausgaben und Übersetzungen siehe unten im Abschnitt Neuere deutsche Ausgaben.

## Ausgaben

### Erstveröffentlichung
- Oscar Wilde: The Soul of Man under Socialism. In: The Fortnightly Review, Februar 1891, S. 292–319, archive.org

### Historisch-kritische Ausgabe
- Oscar Wilde: Criticism: Historical Criticism, Intentions, The Soul of Man. Hrsg. von Josephine M. Guy. Oxford University Press, New York und Oxford 2007 (= Band 4 von The Complete Works of Oscar Wilde. Hrsg. von Ian Small. Oxford University Press, Oxford und New York 2000–), Seite 231–268.

### Englischsprachige Ausgabe
- Oscar Wilde: Complete Works of Oscar Wilde. Collins, London 2003, Seite 1174–1197, ISBN 978-0-00-714436-5. (Diese fünfte Auflage der Complete Works des Collins-Verlages basiert auf der „Centenary Edition“, die 1999 zum ersten Mal die Position eines recht langen Absatzes korrigierte, der in allen modernen Ausgaben vor 2000 falsch gesetzt worden war).

### Neuere deutsche Ausgaben
- Oscar Wilde: Der Sozialismus und die Seele des Menschen. Aus dem Englischen von Gustav Landauer und Hedwig Lachmann. 7. Auflage. Diogenes TB (detebe 20003, Diogenes-Klassiker), Zürich 2004 (1. Aufl. 1970), ISBN 978-3-257-20003-4. (Gemeinfreier Text aus 1904, der auch in Wikisource erhältlich ist).
- Oscar Wilde: Die Seele des Menschen unter dem Sozialismus. Aus dem Englischen von Christine Koschel und Inge von Weidenbaum. In: Oscar Wilde: Sämtliche Werke in sieben Bänden. Bd. 7 (Essays II), Seite 211–252. Insel Verlag, Frankfurt am Main und Leipzig 2000 (1. Aufl. 1982), ISBN 978-3-458-34344-8.
- Oscar Wilde: Die Seele des Menschen unter dem Sozialismus. Aus dem Englischen von Georg Deggerich. In: Oscar Wilde: Neue Zürcher Ausgabe. Werke in 5 Bänden, Band 3: Essays. Gerd Haffmans bei Zweitausendeins, Frankfurt am Main 2004, ISBN 3-86150-517-7, S. 235–288. (Diese Ausgabe ist vergriffen[36]).
- Oscar Wilde: Des Menschen Seele im Sozialismus. Aus dem Englischen und Vorwort von Jörg W. Rademacher, Nachwort von Michael Szczekalla, Elsinor Verlag, Coesfeld 1. Auflage 2019 https://d-nb.info/114896407X; e-book 2021 https://d-nb.info/1242167374.

### E-Texte
- Oscar Wilde: Die Seele des Menschen im Sozialismus. Aus dem Englischen von Edward Viesel. Edward Viesel Media, Bad Belzig 2012. E-Book mit erläuternden Anmerkungen in HTML, PDF und EPUB

## Sekundärliteratur
- Matthew Beaumont: Reinterpreting Oscar Wilde’s Concept of Utopia: ‚The Soul of Man under Socialism‘. In: Utopian Studies 15:1, 2004, S. 13–29.
- Josephine M. Guy: ‚The Soul of Man under Socialism‘: A (con)textual History. In: Joseph Bristow (Hrsg.): Wilde Writings: Contextual Conditions. Toronto University Press, Toronto 2003, S. 59–85.
- Emelie Jonsson: ‚The Soul of Man under Socialism‘: Oscar Wilde, Art and Individualism. In: Moderna språk 103:1, 2009, S. 1–11.
- Suzette Macedo: Fernando Pessoa’s ‚O Banqueiro Anarquista‘ and ‚The Soul of Man under Socialism‘. In: Portuguese Studies 7, 1991, S. 106–132.
- Gregory Mackie: Textual Dissidence: The Occasions of Wilde’s ‘The Soul of Man under Socialism’. In: Mémoires du livre/Studies in Book Culture 4:2, 2013.
- Brian Nicholas: Two Nineteenth-Century Utopias: The Influence of Renan’s ‚L’Avenir de la Science‘ on Wilde’s ‚The Soul of Man under Socialism‘. In: Modern Language Review 59:3, 1964, S. 361–370.
- Aaron Noland: Oscar Wilde and Victorian Socialism. In: Robert N. Keane (Hrsg.): Oscar Wilde: The Man, His Writings, and His World. AMS Press, New York 2003, S. 101–111.
- D. J. Thomas:  ‚The Soul of Man Under Socialism‘: An Essay in Context. In: Rice University Studies 51:1, 1965, S. 83–95.